# Dziechno
Dziechno (dodatkowa nazwa w j. kaszub. Dzechno) – wieś kaszubska w Polsce położona w województwie pomorskim, w powiecie lęborskim, w gminie Cewice na obszarze kompleksu leśnego Puszczy Kaszubskiej. Wieś jest częścią składową sołectwa Popowo.
W latach 1975–1998 miejscowość administracyjnie należała do województwa słupskiego.